# なでしこリーグカップ
なでしこリーグカップは、日本女子サッカーリーグ（なでしこリーグ）所属のチームによるリーグカップであった。
2010年大会以降、なでしこリーグと同じくプレナスが冠スポンサーとなっており、プレナスなでしこリーグカップと呼称される。2012年大会はこれに加えてナックがなでしこリーグカップのみのスポンサーとなっており、同社の飲料水サービスブランド「クリクラ」の名前を冠しプレナスなでしこリーグカップ2012 powered by クリクラと呼称された。

## 概要
2007年に始まったこの大会は、男子による日本プロサッカーリーグ（Jリーグ）のJリーグカップに相当し、また1996年から1999年の4年間開催されたL・リーグカップの復活と位置づけられる。復活した理由は、1つには2007年のFIFA女子ワールドカップ開催による長い中断が挙げられる。
2010年に第2回大会が開催された。
2012年から2013年まで優勝クラブに同年に開催される国際女子サッカークラブ選手権の出場権が与えられていた。
2014年から2回総当たりの後に上位クラブと下位クラブに分かれた総当たり戦をなでしこリーグが導入するため、当大会は一度廃止されたが、2016年から、1部と2部それぞれのクラスごとの大会で復活開催されることが決まった。
2021年に女子プロサッカーリーグのWEリーグが発足し、なでしこリーグカップは2020年を以て終了した（2020年は新型コロナウィルスの感染拡大に伴い開催が中止となり、2019年大会が最後。）。

## 開催方式
| 年度     | 参加クラブ数                             | 試合方式 |
| -------- | ---------------------------------------- | --- |
| 2007     | 16 なでしこリーグ1部8クラブ 2部8クラブ   | - 各4クラブ（1部2クラブ、2部2クラブ）の4グループに分け、1回戦総当たりの予選ラウンドを行う。 - 各グループ1位の4クラブが決勝ラウンド（トーナメント：3位決定戦なし）に進出。                                                                                                   |
| 2010     | 10 なでしこリーグ10クラブ                | - 各5クラブの2グループに分けて1回戦総当たりの予選リーグを行う。 - 各グループ上位2クラブが決勝トーナメント（3位決定戦なし）に進出。 |
| （2011） | （10） （なでしこリーグ10クラブ）        | - 各5クラブの2グループに分けて1回戦総当たりの予選リーグを行う。 - 各グループ上位1クラブが決勝戦に進出。 （注）東北地方太平洋沖地震によりリーグ戦開幕が延期され、延期分の開催をなでしこリーグカップ予選日程に 移行したため日程的な余裕がなくなり、この年は開催中止となった。 |
| 2012     | 10 なでしこリーグ10クラブ                | - 各5クラブの2グループに分けて1回戦総当たりの予選リーグを行う。 - 各グループ上位2クラブが決勝トーナメント（3位決定戦なし）に進出。 - ロンドン五輪の選手強化のためのリーグ中断期間に開催する。ただしロンドン五輪開催中はこの大会も中断する。                                 |
| 2013     | 10 なでしこリーグ10クラブ                | - 各5クラブの2グループに分けて2回戦総当たりの予選リーグを行う。 - 各グループ上位2クラブが決勝トーナメント（3位決定戦なし）に進出。 |
| 2016     | 1部 10 なでしこリーグ1部10クラブ         | - 10チームを2015年度リーグ戦の成績を参考として5チームずつ2組に分けて2回総当たりの予選リーグを行う。 - 各グループ上位2クラブが決勝トーナメント（3位決定戦なし）に進出。 |
| 2016     | 2部 10 なでしこリーグ2部10クラブ         | - 10チームを本拠地の所在地別に東西2組に分かれて5チームずつによる2回総当たりの予選リーグを行う。 - 各グループ上位2クラブが決勝トーナメント（3位決定戦なし）に進出。 |
| 2017     | 1部 10 なでしこリーグ1部10クラブ         | - 10チームを2016年度リーグ戦の成績を参考として5チームずつ2組に分けて2回総当たりの予選リーグを行う。 - 各グループ上位2クラブが決勝トーナメント（3位決定戦なし）に進出。 |
| 2017     | 2部 10 なでしこリーグ2部10クラブ         | - 10チームを本拠地の所在地別に東西2組に分かれて5チームずつによる2回総当たりの予選リーグを行う。 - 各グループ上位1クラブが決勝戦に進出。 |
| 2018     | 1部 10 なでしこリーグ1部10クラブ         | - 10チームを2017年度リーグ戦の成績を参考として5チームずつ2組に分けて2回総当たりの予選リーグを行う。 - 各グループ上位1クラブが決勝戦に進出。 |
| 2018     | 2部 10 なでしこリーグ2部10クラブ         | - 10チームを本拠地の所在地別に東西2組に分かれて5チームずつによる2回総当たりの予選リーグを行う。 - 各グループ上位1クラブが決勝戦に進出。 |
| 2019     | 1部 10 なでしこリーグ1部10クラブ         | - 10チームを2018年度リーグ戦の成績を参考として5チームずつ2組に分けて2回総当たりの予選リーグを行う。 - 各グループ上位2クラブが決勝トーナメント（3位決定戦なし）に進出。 |
| 2019     | 2部 10 なでしこリーグ2部10クラブ         | - 10チームを本拠地の所在地別に東西2組に分かれて5チームずつによる2回総当たりの予選リーグを行う。 - 各グループ上位1クラブが決勝戦に進出。 |
| 2020     | 20 なでしこリーグ1部10クラブ 2部10クラブ | - 各5クラブの4グループに分け、1回戦総当たりの予選ラウンドを行う。 - 各グループ1位の4クラブが決勝ラウンド（トーナメント：3位決定戦あり）に進出。 (注)新型コロナウイルスの感染拡大のため中止となった。                                                                        |

## 結果
| 回 | 年度   | 1部決勝戦                                | 1部決勝戦                                | 1部決勝戦                                | 2部決勝戦                                | 2部決勝戦                                | 2部決勝戦                                | 会場     |
| 回 | 年度   | 優勝                                     | 結果                                     | 準優勝                                   | 優勝                                     | 結果                                     | 準優勝                                   | 会場     |
| -- | ------ | ---------------------------------------- | ---------------------------------------- | ---------------------------------------- | ---------------------------------------- | ---------------------------------------- | ---------------------------------------- | -------- |
| 1  | 2007年 | 日テレ・ベレーザ                         | 2 - 1                                    | 浦和レッズレディース                     | 1部・2部合同                             | 1部・2部合同                             | 1部・2部合同                             | 埼玉     |
| 2  | 2010年 | 日テレ・ベレーザ                         | 3 - 2                                    | 浦和レッズレディース                     | 1部のみ参加                              | 1部のみ参加                              | 1部のみ参加                              | 西が丘   |
| 3  | 2012年 | 日テレ・ベレーザ                         | 3 - 2                                    | INAC神戸レオネッサ                       | 1部のみ参加                              | 1部のみ参加                              | 1部のみ参加                              | NACK     |
| 4  | 2013年 | INAC神戸レオネッサ                       | 3 - 1                                    | 岡山湯郷Belle                            | 1部のみ参加                              | 1部のみ参加                              | 1部のみ参加                              | Eスタ    |
| 5  | 2016年 | 日テレ・ベレーザ                         | 4 - 0                                    | ジェフユナイテッド千葉レディース         | ASハリマアルビオン                       | 2 - 0                                    | 日体大 FIELDS 横浜                       | 味フィ西 |
| 6  | 2017年 | ジェフユナイテッド千葉レディース         | 1 - 0                                    | 浦和レッズレディース                     | セレッソ大阪堺レディース                 | 1 - 1 (PK 5 - 4)                         | 日体大 FIELDS 横浜                       | 味フィ西 |
| 7  | 2018年 | 日テレ・ベレーザ                         | 1 - 0                                    | INAC神戸レオネッサ                       | 伊賀FCくノ一                             | 4 - 1                                    | スフィーダ世田谷                         | 味フィ西 |
| 8  | 2019年 | 日テレ・ベレーザ                         | 3 - 1 aet                                | INAC神戸レオネッサ                       | セレッソ大阪堺レディース                 | 2 - 1                                    | ちふれASエルフェン埼玉                   | 味フィ西 |
| 9  | 2020年 | 新型コロナウイルス感染症の流行により中止 | 新型コロナウイルス感染症の流行により中止 | 新型コロナウイルス感染症の流行により中止 | 新型コロナウイルス感染症の流行により中止 | 新型コロナウイルス感染症の流行により中止 | 新型コロナウイルス感染症の流行により中止 | -        |

1. ↑  延長戦は行わずにPK戦を行った。

## クラブ別成績
| クラブ名                         | 優 | 準 | 優勝年度                      | 準優勝年度     |
| -------------------------------- | -- | -- | ----------------------------- | -------------- |
| 日テレ・ベレーザ                 | 6  | 0  | 2007,2010,2012,2016,2018,2019 |                |
| INAC神戸レオネッサ               | 1  | 3  | 2013                          | 2012,2018,2019 |
| ジェフユナイテッド千葉レディース | 1  | 1  | 2017                          | 2016           |
| 浦和レッズレディース             | 0  | 3  |                               | 2007,2010,2017 |
| 岡山湯郷Belle                    | 0  | 1  |                               | 2013           |

## 得点王
| 回 | 回  | 年度   | 選手             | 点 | 出 | 所属クラブ                   | 成績         |
| -- | --- | ------ | ---------------- | -- | -- | ---------------------------- | ------------ |
| 2  | 2   | 2010年 | 伊藤香菜子       | 6  | 6  | 日テレ・ベレーザ             | 優勝         |
| 3  | 3   | 2012年 | ゴーベル・ヤネズ | 7  | 6  | INAC神戸レオネッサ           | 準優勝       |
| 4  | 4   | 2013年 | 宮間あや         | 9  | 10 | 岡山湯郷Belle                | 準優勝       |
| 5  | 1部 | 2016年 | 横山久美         | 9  | 6  | AC長野パルセイロ・レディース | Bグループ3位 |
| 5  | 2部 | 2016年 | 嶋田千秋         | 6  | 10 | 日体大FIELDS横浜             | 準優勝       |
| 6  | 1部 | 2017年 | 田中美南         | 6  | 6  | 日テレ・ベレーザ             | ベスト4      |
| 6  | 2部 | 2017年 | 植村祥子         | 11 | 8  | 日体大FIELDS横浜             | 準優勝       |
| 7  | 1部 | 2018年 | 植木理子         | 8  | 8  | 日テレ・ベレーザ             | 優勝         |
| 7  | 2部 | 2018年 | 杉田亜未         | 8  | 9  | 伊賀フットボールクラブくノ一 | 優勝         |
| 8  | 1部 | 2019年 | 田中美南         | 11 | 10 | 日テレ・ベレーザ             | 優勝         |
| 8  | 2部 | 2019年 | 薊理絵           | 6  | 9  | ちふれASエルフェン埼玉       | 準優勝       |